# Гомеоскоп
Гомеоско́п (от др.-греч. ὅμοιος «подобный» + σκοπέω [скопео] «смотреть») — это одна из пяти так называемых «интеллектуальных машин» С. Н. Корсакова — классифицирующее логическое устройство, которое было предложено в 1832 году для механизации сравнения идей (понятий).

## Прямолинейный гомеоскоп с неподвижными частями

### Таблица гомеоскопа

Таблица прямолинейного гомеоскопа с неподвижными частями

В таблице гомеоскопа хранятся ключевые признаки, некоторые конкретные наборы из данных признаков и соответствующие этим наборам решения.
Каждая строка таблицы соответствует определённому признаку, у Корсакова это были симптомы болезней. Таким образом, получалось, что в вертикальном столбце находился полный набор признаков — патологических симптомов, из которых один или несколько вместе характеризуют какую-либо болезнь. Ячейки таблицы могут быть перфорированы. Например, если в пятом столбце перфорированы ячейки в четвёртой и седьмой строках, то это будет эквивалентно тому, что заболеванию с номером пять присущи симптомы 4 и 7.
В самой нижней строке таблицы содержатся записи, являющиеся решениями вертикальных столбцов. Так, в самой нижней ячейке пятого столбца записано название лекарственных средств, которые помогут при заболевании с номером 5.
Из данного описания таблицы видно, что она является не просто средством для хранения (базой данных) симптомов-признаков и решений-лекарств, но и также связывает эти данные по особым правилам, в соответствии с которыми достаточно одного набора признаков (симптомов), чтобы сформировать решение (прописать лекарство).
Несложно заметить, что таблица прямолинейного гомеоскопа очень похожа на перфокарту. И перфокарта, и таблица гомеоскопа — это носители информации, которая представлена наличием или отсутствием продырявленных ячеек в соответствии с определёнными правилами. По сути они различаются только внешним видом, но никак не подходом к отображению информации.

### Принцип действия

Прямолинейный гомеоскоп с неподвижными частями. Принцип формирования набора признаков

Для того, чтобы найти решение в таблице, необходимо создать запрос — сформировать набор признаков. Как раз для этого и нужен сам гомеоскоп — для формирования запроса и поиска решения.
Прямолинейный гомеоскоп с неподвижными деталями представляет собой деревянный цилиндр толщиной в полдюйма и равный по длине вертикальному столбцу таблицы. В данный цилиндр на равных расстояниях воткнуты булавки, причем количество булавок равно количеству признаков в таблице. Каждую булавку можно зафиксировать таким образом, чтобы она немного выступала за край — это будет соответствовать тому, что признак, номер которого равен номеру булавки, присутствует в формируемом запросе. В обычном своем положении булавки не выступают за край.

### Поиск решения

Поиск решения в таблице при помощи прямолинейного гомеоскопа с неподвижными частями

Когда таблица заполнена и сформирован запрос, можно приступать к поиску искомого решения.
Гомеоскоп прикладывается параллельно первому столбцу таблицы так, чтобы булавки были обращены к ячейкам таблицы. Затем устройство начинают перемещать в направлении от первого столбца к последнему. Когда же в таблице будет найден столбец, в котором номера перфорированных ячеек совпадают с номерами иголок, выступающих в гомеоскопе, то движение прекратится само собой. В нижней строке данного столбца и будет находиться решение проблемы, описанной набором признаков, которые зафиксированы гомеоскопом. Если же такого столбца не обнаружится при исследовании таблицы, то значит, что решение данной проблемы не известно или ещё не зафиксировано в таблице.